# 小潘保
小潘保是德国石勒苏益格－荷尔斯泰因州的一个市镇。总面积4.17平方公里，总人口625人，其中男性310人，女性315人（2011年12月31日），人口密度150人/平方公里。